# Espécie invasora

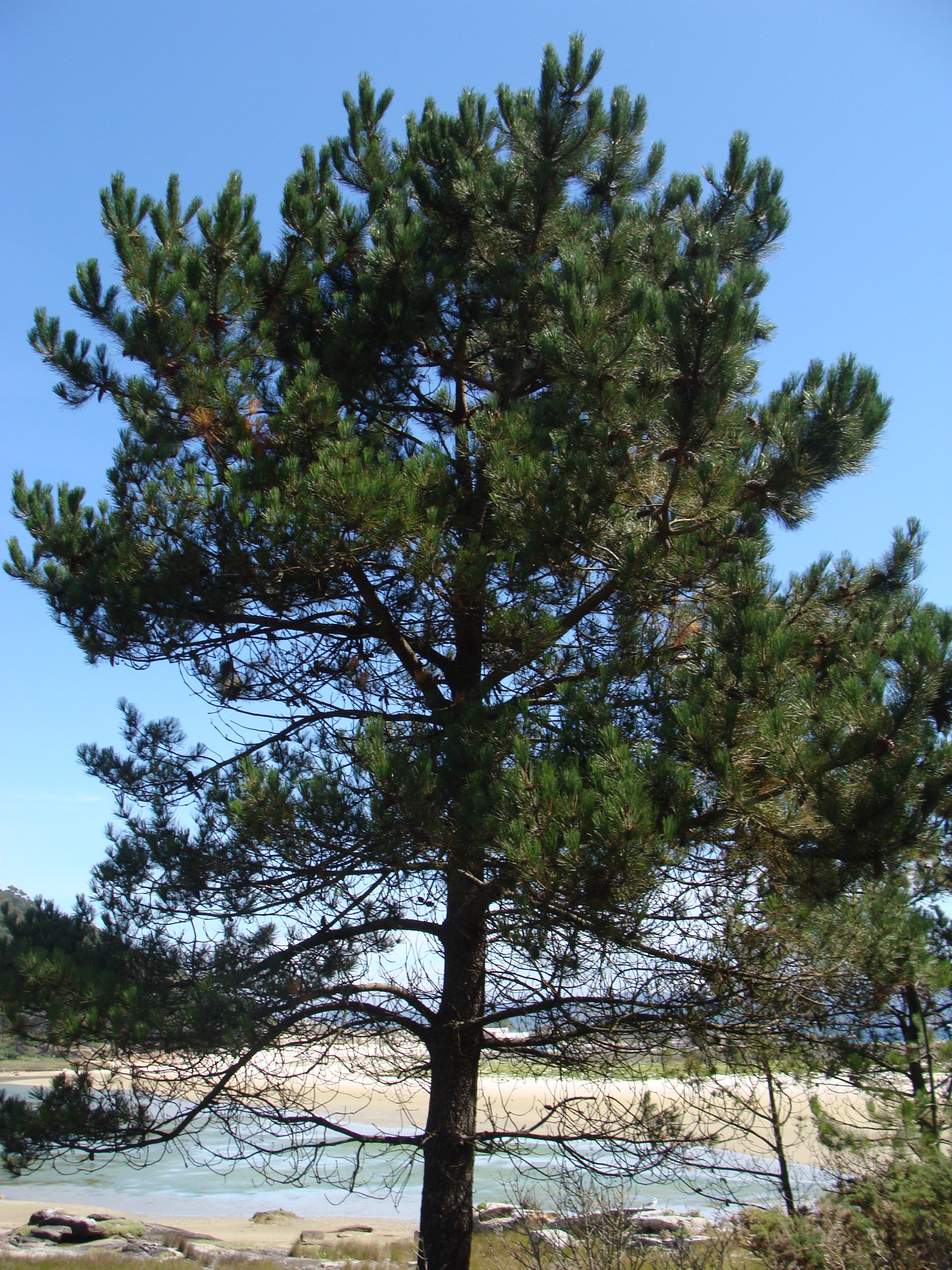
Exemplar do pinheiro Pinus pinaster, uma das 100 espécies mais invasivas do mundo

Espécie invasora é um conceito sobre o qual não existe um consenso sólido. Neste artigo, seguindo a Convenção sobre a Biodiversidade, por espécie invasora entende-se aquela que, oriunda de certa região, penetra e se aclimata em outra onde não era encontrada antigamente (espécie introduzida), prolifera sem controle e passa a representar uma ameaça para as espécies nativas, para a saúde e economia humanas e/ou para o equilíbrio dos ecossistemas que vai ocupando e transformando a seu favor.
O processo de invasão biológica pode ser dividido em quatro fases distintas: a chegada (ou introdução) da espécie, seu estabelecimento (ou fixação), sua expansão e o equilíbrio da espécie na comunidade (Williamson 1996). Na grande maioria dos casos, esse equilíbrio se dá com uma grande dominância da espécie invasora na comunidade, levando a uma condição ecologicamente inferior à original, com perda de biodiversidade no nível de espécies e de processos ecológicos.
Ainda que as invasões possam acontecer de maneira natural, e de fato já aconteceram inúmeras vezes na história da Terra, as atividades e movimentações humanas vêm desempenhando, em tempos históricos, o maior papel na introdução, em praticamente todas as regiões do mundo, de espécies exóticas que se tornaram invasoras, um processo que recentemente vem se acelerando tanto que assumiu a dimensão de crise global, gerando extensas repercussões negativas no equilíbrio ecológico, na economia, na sociedade e na cultura. A invasão de relativamente poucas espécies muito adaptáveis e competitivas sobre vastas áreas do globo tende a empobrecer e homogeneizar os ecossistemas, e é um dos principais fatores em ação na atualidade para a crescente e acelerada perda de biodiversidade mundial, cujo impacto continua a ser subestimado.
Além do declínio ou extinção de espécies nativas, as invasões acarretam prejuízos em colheitas, degradação de florestas, solos e pastagens, favorecem a disseminação de doenças e pragas, e, perturbando os ciclos físicos, químicos, biológicos e climáticos, afetam todos os serviços ambientais oferecidos pela natureza, que são fundamentais para a vida humana. Com a crescente interferência do homem nos ambientes, projeta-se que as invasões se multipliquem no futuro e, com elas, seus impactos indesejáveis. As espécies invasoras representam um dos maiores desafios ambientais que o mundo enfrenta atualmente, embora este fato não seja muito conhecido pelo público em geral.
Ao contrário de outros problemas ambientais que podem se diluir e amenizar com o tempo, as espécies invasoras muitas vezes se tornam espécies dominantes e as consequências negativas tendem a se agravar à medida que sua adaptação se completa. O combate às invasões nem sempre é possível e, quando tentado, em regra se revela um procedimento altamente complexo, custoso e nem sempre garante bons resultados, podendo ocorrer até mesmo efeitos adversos imprevistos.

## Definições
- Espécie nativa: espécie que evoluiu no ambiente em questão ou que lá chegou desde épocas remotas.
- Espécie exótica: espécie que está em ambiente diferente de seu local de origem, por ação humana (intencional ou acidental) após a era das grandes navegações.
- Exótica casual: espécie fora de seu ambiente de origem, sem a capacidade de formar população persistente.
- Exótica naturalizada: espécie fora de seu ambiente de origem, capaz de formar população persistente e de conviver com a comunidade nativa sem invadir ecossistema natural ou antrópico.
- Espécie invasora: espécie exótica em ecossistema natural ou antrópico, que desenvolve altas taxas de crescimento, reprodução e dispersão.
- Praga: espécie exótica ou não, indesejável no local por razões geralmente econômicas.
- Superdominante: espécie nativa que se comporta como invasora, mediante desequilíbrio ambiental.[12]

## Caracterização
As características distintivas de uma espécie invasora ainda não foram bem delimitadas pelos especialistas. Em geral a espécie apresenta alta capacidade reprodutiva, alta capacidade de dispersão, alta resistência e versatilidade adaptativa face a mudanças ambientais (baixa especialização / alta plasticidade fenotípica), ausência de competição importante por parte de espécies nativas, e escassez ou ausência de inimigos naturais no novo ambiente. Todos os grupos taxonômicos, incluindo as plantas, os animais, os fungos e os microrganismos, têm espécies de potencial invasivo, e qualquer ecossistema pode ser afetado.

## Panorama global

### Breve histórico e causas principais
As invasões podem se dar de forma natural, através de migrações de populações, transporte de sementes pelo vento, água ou animais, e ser provocadas por alterações geográficas e climáticas, entre outros meios. A flora e a fauna da Terra variaram radicalmente ao longo de sua história de milhões de anos, adaptando-se às sempre mutantes feições do planeta. Populações se dispersaram no espaço, eliminando competidores no caminho, e espécies conheceram grande florescimento somente para serem superadas por outras mais versáteis, mais equipadas ou mais resistentes, que apareciam no cenário da ininterrupta evolução dos seres e da luta pela vida sob condições ambientais cambiantes.

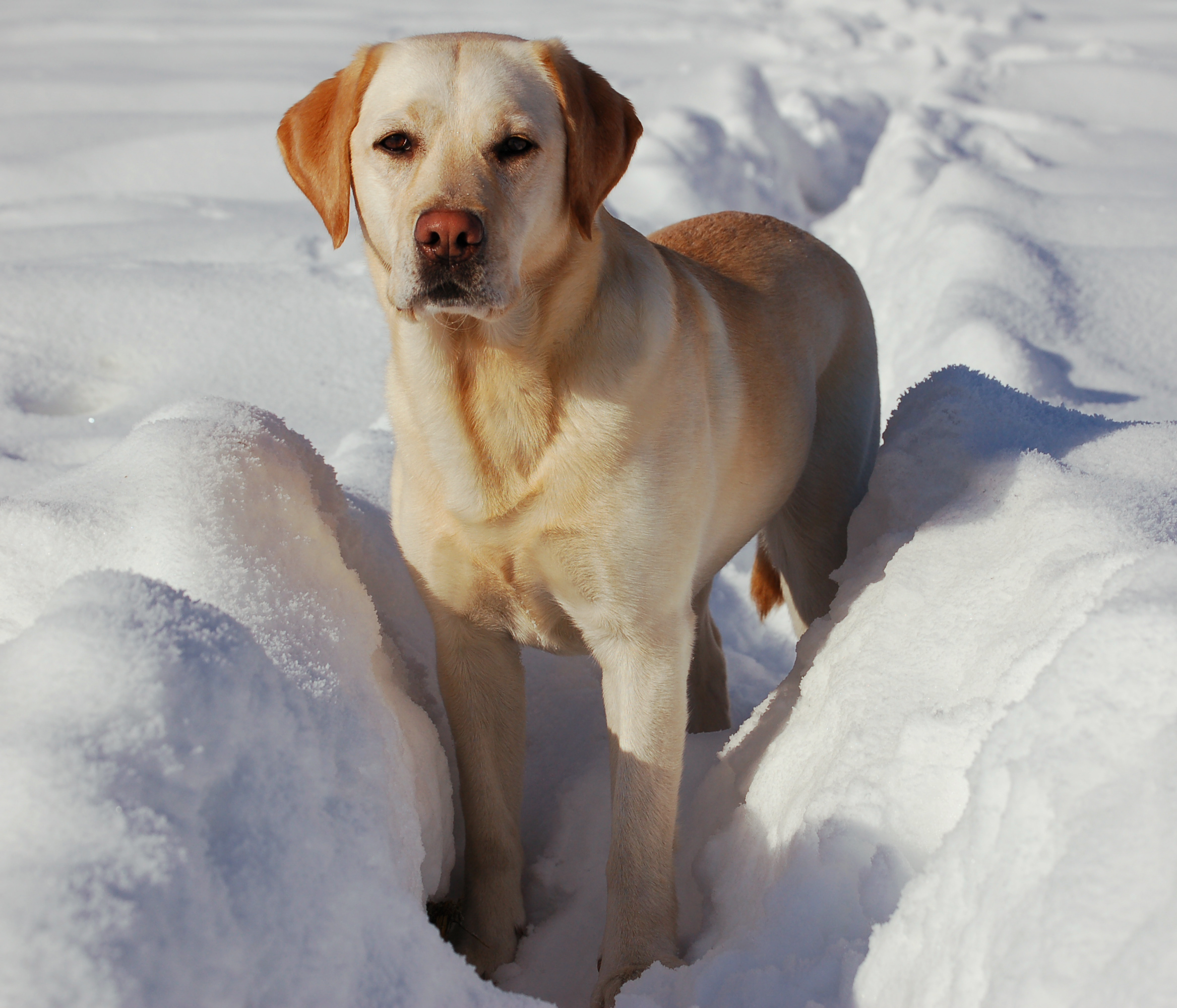
Os cães, talvez os primeiros animais domesticados pelo homem, possivelmente surgiram através da seleção artificial de linhagens de lobos e chacais selvagens, e hoje têm uma população mundial estimada em 400 milhões de indivíduos. Em muitos lugares, principalmente onde existem populações de vida livre, eles são uma ameaça a espécies nativas

No entanto, desde que o homem apareceu sobre a Terra ele vem interferindo em seu ambiente. Entre as formas de interferência está a introdução de espécies exóticas em regiões onde elas originalmente não existiam. A domesticação, ocorrida há milhares de anos, de animais como o cão, o gato, o gado, e de plantas como o milho e o trigo, espécies que adquiriram elevado valor alimentício, econômico, social ou cultural para o homem, as difundiu por grandes regiões do planeta à medida que a população humana migrava, aumentava em número e expandia seus domínios. Em tempos mais recentes, os usos ornamentais, sociais, medicinais, religiosos, científicos e paisagísticos de muitas espécies as difundiu por toda parte.
Com a crescente mobilidade do ser humano, muitas outras, como os ratos e as baratas, se transportaram inadvertidamente para regiões distantes de sua origem, ocultas em veículos, cargas, bagagens e mesmo pessoas, pois deve-se incluir nesta conta as espécies que usam o homem como hospedeiro ou veículo habitual ou eventual, sendo especialmente ilustrativo o fato de que a maior parte das invasões acontece exatamente ao longo de linhas importantes de tráfego de bens e pessoas.
Também contribui significativamente o intenso comércio internacional - legal e ilegal - de animais de estimação e plantas ornamentais exóticas, e em alguns países é a principal causa de invasões; muitos desses indivíduos fogem, espalham sementes ou acabam liberados pelos donos em ambientes que lhes são estranhos, estabelecem populações com sucesso, e passam a ser invasores, alterando os sistemas ecológicos da região. Não somente o homem, mas imenso número de outros seres, na prática não são meramente indivíduos, mas sim reservatórios/substratos de comunidades biológicas inteiras, quase à maneira de miniecossistemas; em regra vivem contaminados e carregam em si muitas outras espécies, na forma de parasitas, esporos, larvas, sementes, ovos ou microrganismos, as plantas importadas trazem terra com microbiologia própria e são elas mesmas veículos ou habitat para pequenos mamíferos, anfíbios e répteis, insetos, fungos e parasitas macro e microscópicos, que também podem colonizar invasivamente as regiões para onde seus transportadores involuntários os levam e desencadear efeitos imprevisíveis no equilíbrio natural.
Outros fatores antropogênicos que têm levado a invasões são o desmatamento e a degradação de áreas verdes, abrindo espaços para a penetração de espécies exóticas, e o aquecimento global, que força populações para fora de suas áreas de origem em busca de locais mais propícios à sua sobrevivência. Por exemplo, nos últimos 30 anos 9 milhões de km² de tundra do Hemisfério Norte já foram invadidos por espécies arbóreas e arbustivas nativas das regiões temperadas, em função do rápido aquecimento da região ártica. Nos ambientes aquáticos a água de lastro contaminada é uma das maiores causas de invasões.
Todos os biomas da Terra já foram de alguma maneira prejudicados por invasões, e os impactos mais acelerados ocorrem nas florestas temperadas e tropicais, nas zonas semiáridas do Mediterrâneo, nas savanas e campos tropicais e nas águas interiores. No primeiro mapeamento global realizado sobre o problema, que estudou 8 grandes categorias de seres (formigas, aves, mamíferos, peixes de água doce, répteis, aranhas e plantas vasculares), identificou-se que as regiões mais invadidas da Terra em 2017 são ilhas e zonas costeiras, destacando-se nos primeiros lugares o Havaí, a ilha norte da Nova Zelândia e as Pequenas Ilhas da Sonda na Indonésia. Também foi relatado que regiões de alta renda per capita e alta densidade de população humana são especialmente propensas a sofrer invasões.

### Efeitos
Os efeitos da introdução de espécies exóticas são em geral imprevisíveis, mas elas só se tornam uma ameaça significativa quando passam a ser invasoras, quando os efeitos podem ser graves e extensos. Esse fenômeno ocorre não só quando a espécie exótica encontra no novo local boas condições para sua vida e reprodução, mas acima de tudo quando não encontra inimigos naturais capazes de efetivarem sobre sua população um controle biológico, preservando o equilíbrio dos ecossistemas invadidos. Por isso, as invasoras tendem a proliferar de maneira explosiva e serem grandes transformadoras dos ambientes conquistados, alterando suas características físicas, modificando as relações entre os seres vivos e os sistemas de dominância, se tornando predadoras, interferindo nas cadeias tróficas e na química dos substratos inorgânicos, na densidade e distribuição da biomassa, no balanço energético e genético, e competindo diretamente por espaço e nutrientes com espécies residentes. Às vezes as transformações são tão profundas a ponto de inviabilizar a sobrevivência de outros seres, causando sua extinção ou deslocamento para regiões mais favoráveis, e assim obrigando as espécies expulsas a se tornarem elas mesmas invasoras de outras áreas, num efeito de cascata.

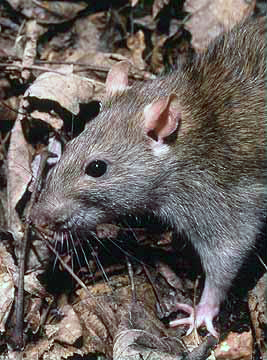
O Rattus norvegicus, uma espécie com difusão mundial que causa grandes prejuízos de vários tipos para o homem e o ambiente

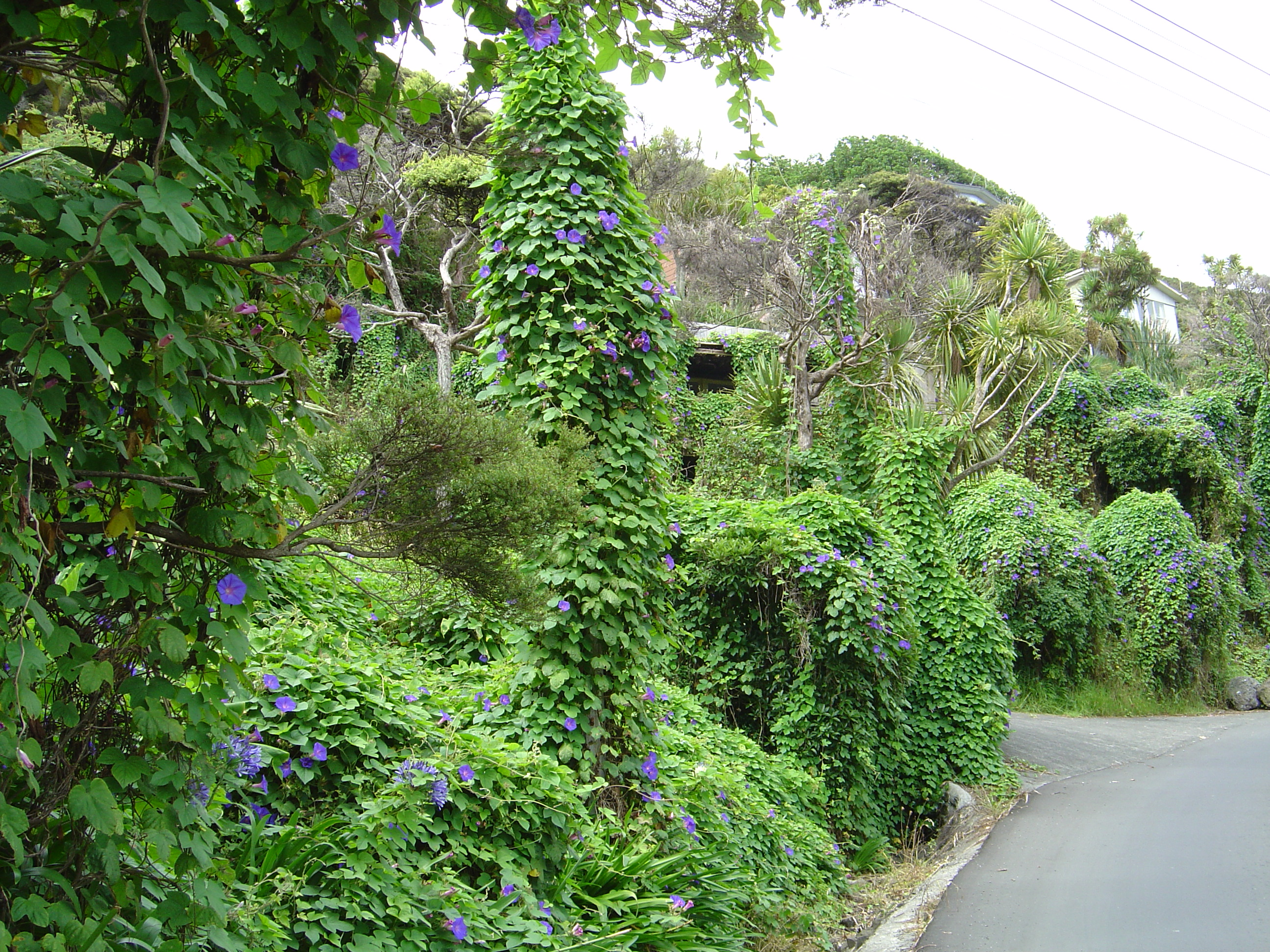
Área na Nova Zelândia invadida pela trepadeira Ipomoea indica, nativa da América e Havaí. Ela forma um manto denso sobre os outros vegetais e impede seu acesso à luz solar

De fato, a invasão de espécies atualmente é a segunda maior causa de perda de biodiversidade em escala global, ficando somente atrás da destruição de habitats, sendo que cerca de 40% de todas as extinções desde o século XVII cujas causas são conhecidas foram devidas à invasão de espécies exóticas. Estima-se que seja cerca de 480 mil o número das espécies introduzidas modernamente em outros locais, e destas até 30% se tornaram invasoras em pelo menos uma das regiões que as receberam, causando uma série de efeitos danosos. Muitas vezes as invasões ou seus efeitos secundários são dramáticos e irreversíveis. Ecossistemas frágeis, ou isolados, ou caracterizados por elevado endemismo, ou degradados, tendem a ser os mais suscetíveis de sofrerem os piores impactos de uma invasão.
Por vezes espécies exóticas se associam ou beneficiam mutuamente em um novo ambiente, situação que possibilita tornarem-se invasoras, ao passo que isoladas não invadiriam. Por outro lado, em algumas situações uma espécie nativa pode se comportar como uma invasora em seu próprio ambiente em virtude de interferências humanas. A extinção ou declínio de predadores que estão no topo da cadeia alimentar, por exemplo, em geral desencadeia um efeito cascata que altera o equilíbrio ecológico de toda a região, favorecendo a proliferação intensa das espécies que eles predavam, ora livres de sua maior ameaça. Estas, por sua vez, florescendo em grande número, esgotam as populações de suas próprias presas. Tal vem sendo o caso dos grandes tubarões, dizimados pela pesca predatória, causando uma multiplicação de antigas presas como as focas e de predadores secundários como arraias e tubarões menores, e ocasionando o declínio de outras espécies das quais essas se alimentam.
As invasões se tornam ainda mais graves quando afetam populações raras ou de reservas, e são a maior causa de declínio de biodiversidade em áreas protegidas. Como exemplo, em 1994 a população de leões do Parque Nacional de Serengueti, na Tanzânia, declinou em cerca de 30% em função de uma epidemia transmitida por cães domésticos que viviam no entorno da reserva. Vários estudos relataram casos de extinção de populações inteiras de certas espécies de regiões isoladas ou insulares pela introdução de um único indivíduo de espécie exótica.
Em alguns países as espécies introduzidas ultrapassam em muito a proporção da fauna e da flora originais, como é o caso da Nova Zelândia, que hoje possui 2 057 plantas vasculares catalogadas como nativas, mas lá vivem outras 2 100 espécies exóticas aclimatadas, enquanto mais 22 520 espécies foram introduzidas mas ainda não se aclimataram. Das aclimatadas, 240 já revelaram comportamento invasor e 4 novas espécies a cada ano se tornam invasoras, colocando em sério risco mais de 60 espécies nativas que já estavam ameaçadas.
Problemas de mesma natureza se repetem em todo o mundo e tendem a piorar, como resultado de uma combinação de fatores como o crescimento do comércio internacional, mudanças no uso da terra, urbanização e aquecimento global. Como os ambientes naturais bem preservados oferecem ao homem uma série de serviços ambientais inestimáveis para o seu bem-estar e saúde, e até imprescindíveis para sua sobrevivência, as alterações provocadas pelas espécies invasoras no equilíbrio ecológico global já estão exercendo um grande impacto negativo na sociedade humana, seja pela extinção e declínio de espécies úteis, seja pelo depreciamento estético de paisagens, ambientes e construções, pela redução no valor da terra, pela atuação como vetores ou agentes de pragas e doenças, pelas mudanças nos ciclos físicos, biológicos, químicos e até climáticos dos quais depende a produção regular e/ou a qualidade dos alimentos e outros produtos naturais para consumo humano, como óleos, madeiras, resinas, fibras, corantes e substâncias medicinais. Alguns exemplos são bastante ilustrativos:
- Somente nos Estados Unidos os gatos domésticos causam a morte de cerca de 1,3 bilhão de aves silvestres e 22,3 bilhões de pequenos mamíferos a cada ano. Das cerca de 500 extinções de espécies de vertebrados, 63 foram atribuídas aos gatos.[34]
- No Brasil os cães domésticos invadiram diversas áreas protegidas, onde competem com espécies nativas, interferem nas cadeias alimentares e foram apontados como a causa de disseminação de doenças, redução de populações e mesmo de extinções localizadas de algumas espécies nativas.[35]
- Na região de Stellenboschberg, África do Sul, as bacias de captação pluvial foram invadidas por Pinus patula e Eucalyptus grandis, causando uma redução de 52% no volume captado nas áreas invadidas por P. patula, e de 100% nas invadidas por E. grandis, reduzindo em 30% o fornecimento de água potável para a Cidade do Cabo, o que ocorre similarmente em outras regiões num país em que a água é escassa, além de causar a extinção de muitas outras espécies.[6][36]
- A introdução da serpente píton birmanesa (Python bivittatus) na região do Parque Nacional Everglades nos Estados Unidos dizimou a população de vários mamíferos nativos. A população de Lynx rufus caiu em 87,5%, a de Odocoileus virginianus caiu 94,1%, a de Didelphis virginiana 98,9% e a de Procyon lotor 98,9%. A serpente se tornou o principal predador na região, suplantando até mesmo os grandes crocodilos.[34][37]

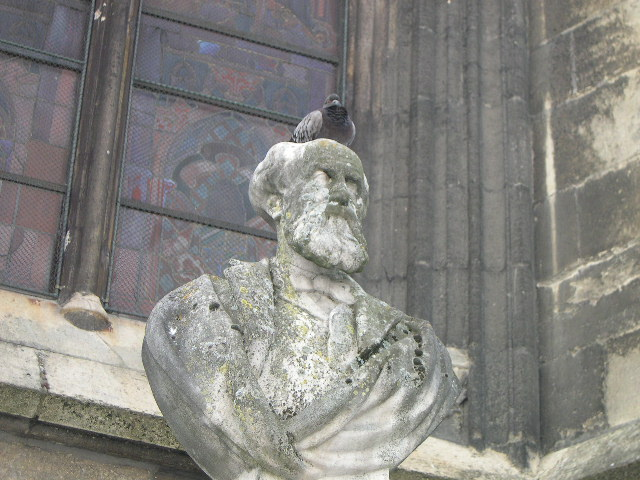
Monumento degradado pela poluição e pelos excrementos de pombos, uma espécie invasora mundial

- Os excrementos corrosivos dos pombos-comuns, nativos da Europa mas encontrados em bandos em todas as grandes cidades do mundo a ponto de se tornarem uma praga urbana, são uma importante causa de degradação de monumentos históricos e estruturas humanas, além de essas aves potencialmente transmitirem doenças para as pessoas e outros animais.[38]
- A introdução do cupim Coptotermes formosanus no Havaí foi responsável por intensos danos em estruturas de madeira e gasta-se anualmente mais de 60 milhões de dólares em seu controle.[39]
- A introdução de ratos Rattus norvegicus nas Ilhas Seychelles desencadeou um declínio acentuado no turismo local pelas perdas que provocou na biodiversidade insular, que constituía um dos maiores atrativos locais.[39]
- O caracol argentino Pomacea canaliculata tem sido a causa de enormes quebras de safras de arroz em vários países asiáticos, além de veicular doenças humanas.[39]
- A introdução de coelhos Oryctolagus cuniculus na Inglaterra e na Austrália. Esses coelhos, originários da Península Ibérica, foram levados da França para a Inglaterra, no século XII e, em 1778, daí para a Austrália. Eles se tornaram praga tanto na Inglaterra como na Austrália, gerando grande prejuízo por perdas agrícolas. Seu controle foi tentado por meio de sua contaminação pelo vírus da mixomatose que, embora letal à grande maioria dos indivíduos, deixou de sê-lo na medida em que foi havendo a seleção de populações do coelho resistentes ao vírus.[40]
- A abelha europeia africanizada Apis mellifera, introduzida no Brasil para pesquisa científica, e que escapou do controle dos laboratórios, espalhando-se por toda a América do Sul e Central. Essa abelha é agressiva ao ser humano e também compete por recursos com as abelhas nativas.[41]
- O molusco zebrado (Dreissena polymorpha), acidentalmente levado aos Grandes Lagos (Estados Unidos e Canadá) em cascos de navios, se tornou uma grande praga, ameaçando a fauna nativa.[40]
- Os aguapés (ou jacintos de água) (Eichhornia crassipes) , nativos da América do Sul, foram introduzidos como planta ornamental em muitos países por causa da sua vistosa floração, e têm vários usos úteis ao homem, mas onde não encontram inimigos se tornam altamente invasivos; proliferam rapidamente e obstruem rios, canais e tubulações, prejudicando a pesca, a irrigação e a navegação, e bloqueando a superfície das águas com sua densa camada de folhas e caules flutuantes afetam outros organismos aquáticos.[42]

Segundo o Secretariado da Convenção sobre a Biodiversidade, os prejuízos econômicos causados pelas espécies invasoras em todo o mundo, na forma de perdas em colheitas, pastagens e florestas, além das despesas nos planos de combate, podem chegar a 1,4 trilhões de dólares a cada ano, equivalendo a 5% da economia mundial. Nestes custos não estão incluídos o declínio da biodiversidade e as extinções de espécies, os danos estéticos e culturais às paisagens e comunidades, e a perda de serviços ambientais, que ainda não foram bem calculados em termos econômicos e às vezes nem podem sê-lo, mas que sem dúvida são altíssimos, afetando o homem e a natureza como um todo, ameaçando a estabilidade social e política das nações, o seu crescimento econômico, e o desenvolvimento de um futuro sustentável e equitativo para todos os seres.
A gravidade da situação é tanta que já em 1996 a ONU, através da Convenção sobre a Biodiversidade, elaborada por um grande grupo de especialistas de 80 países e ratificada por 168 governos nacionais, alertou que as invasões constituem um desafio "imenso, insidioso, crescente e irreversível". A despeito desse consenso técnico e científico, os planejadores de desenvolvimento ainda não incluíram como rotina em seus cálculos esses custos difusos ou imponderáveis, que não obstante são reais, enormes e efetivos, e mesmo nos mais pragmáticos termos de balanço financeiro a sociedade ainda não compreendeu devidamente que os custos das introduções de espécies exóticas estão excedendo os benefícios. Tem sido muito pouco o que o mundo faz para combater as invasões, tanto que o problema se agrava a cada dia.
Existem diferentes níveis de abordagem para o manejo das espécies invasoras. Em primeiro lugar, há a possibilidade de se fazer o controle da espécie ou a sua erradicação. Em geral, é muito difícil de se erradicar uma invasora em áreas naturais, uma vez que isso exige tratamentos mais drásticos, que podem comprometer as espécies nativas locais. É preferível, então, manter as invasoras sob controle. O controle das invasoras também pode ocorrer em diferentes níveis: fazendo-se o manejo de populações e comunidades, por meio de técnicas mecânicas, químicas, ou biológicas, que desfavoreçam a espécie invasora e/ou favoreçam as nativas; por meio do manejo de habitats, onde são centrados esforços na recuperação do habitat afetado; pelo manejo da paisagem, por exemplo, aplicando-se medidas que alterem os usos das terras ou as relações espaciais entre os elementos da paisagem. As estratégias podem ainda ser preventivas ou remediadoras.

### Controle

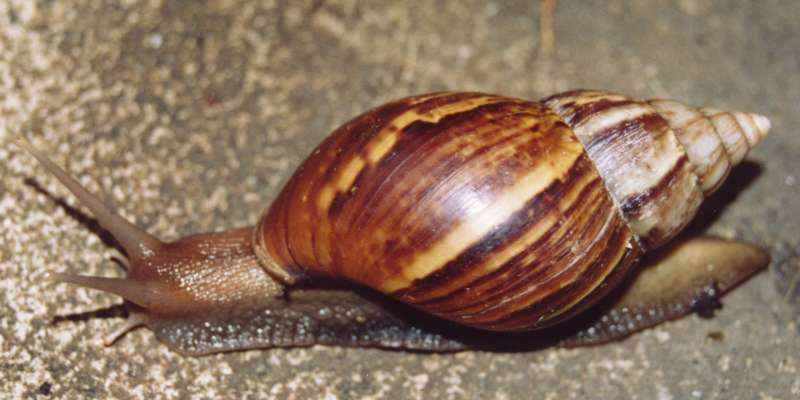
O caracol Achatina fulica, uma das 100 espécies mais invasivas do mundo, é um problema ambiental, econômico, agrícola e de saúde pública para vários países, incluindo o Brasil

A Convenção sobre a Biodiversidade considera a prevenção como a melhor forma de combate às invasões, mas se ela não é possível, a erradicação é a medida indicada, mas deve ser iniciada preferencialmente assim que forem notados os primeiros sinais da invasão, pois mais tarde a propagação da espécie pode ficar inteiramente fora de controle. Muitas ações de erradicação já foram empreendidas, tendo se tornado rotineiras em muitos países, mas, de qualquer modo, esse trabalho é extremamente difícil, sempre envolvendo altos custos e altos riscos, e sempre de eficiência incerta. Por exemplo, a erradicação do ratão-do-banhado das Ilhas Britânicas custou 4 milhões de dólares e oito anos de esforço. Nos Estados Unidos foi tentada a erradicação do caracol exótico Achatina fulica, uma praga agrícola e vetor de doenças, com a introdução de um outro caracol, do gênero Euglandina, que em seu habitat de origem era um inimigo natural do outro. No entanto, a espécie da qual se esperava a solução gerou mais problemas, pois não demonstrou nenhum interesse pela sua presa potencial, preferindo em vez se alimentar de espécies nativas, tornando-se ele mesmo outra praga e provocando a extinção de pelo menos sete outras espécies.

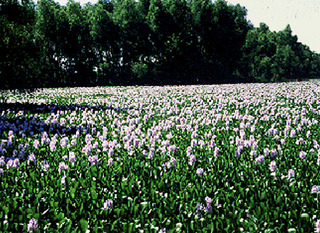
Aguapés cobrindo um lago nos Estados Unidos

Também existe muita polêmica a respeito. Diversas espécies invasivas têm alto valor econômico em várias regiões do mundo, e por isso mesmo foram introduzidas intencionalmente em tantos lugares, outras trazem associações culturais, se relacionam a tradições e hábitos arraigados de pensamento, vida e consumo, que são de mudança árdua e problemática, fatores que dificultam a tomada de decisões objetivas e o controle dos efeitos negativos que aquelas das quais tiramos benefícios podem acarretar ao mesmo tempo. Mas, como assinala enfaticamente o consenso virtualmente unânime dos especialistas e instituições internacionais como a ONU e seus organismos afiliados, é preciso lembrar que a invasão de espécies é um fenômeno que interage com outros problemas ambientais de origem humana, como a poluição, o aquecimento global, o desmatamento, os quais se reforçam mutuamente e que, juntos, estão atualmente levando o mundo a um perigoso estado crítico, sendo previstas consequências catastróficas em escala global se continuar inalterada a tendência predatória, imediatista e irrefletida do homem de superexplorar, destruir e perturbar o ambiente.
Já existem vários programas e convenções internacionais, nacionais e regionais dedicados a solucionar o problema das espécies invasoras, e já ficou claro que ele é uma questão que ultrapassa fronteiras políticas, exigindo uma cooperação de toda a comunidade humana trabalhando numa perspectiva mais integrada e respeitosa entre homem e natureza, além de ser fundamental uma ampla educação do público em geral, que ainda está pouco informado sobre o tema e desconhece sua importância e gravidade. Os mecanismos gerais das invasões já estão bem estabelecidos; porém, como cada espécie se comporta de forma distinta, como as espécies são milhões e como apenas uma pequena minoria já foi estudada, o tema é vastíssimo e seu conhecimento está repleto de lacunas; ainda são necessárias muitas pesquisas para que os aspectos científicos das invasões sejam corretamente entendidos em detalhe e elas possam ser mais bem manejadas. Nesse contexto ainda deficiente, e considerando os custos e prejuízos envolvidos, se torna especialmente importante a prevenção. Entre os acordos multilaterais em vigor na atualidade que tratam disso estão a Convenção sobre a Biodiversidade, o capítulo 11 da Agenda 21, a Convenção sobre o Comércio Internacional das Espécies da Fauna e da Flora Silvestres Ameaçadas de Extinção, a Convenção Internacional sobre a Proteção de Plantas, a Convenção de Bonn e as Recomendações da IUCN para a Prevenção da Perda de Biodiversidade Causada por Espécies Invasoras, entre muitos outros.

## No Brasil

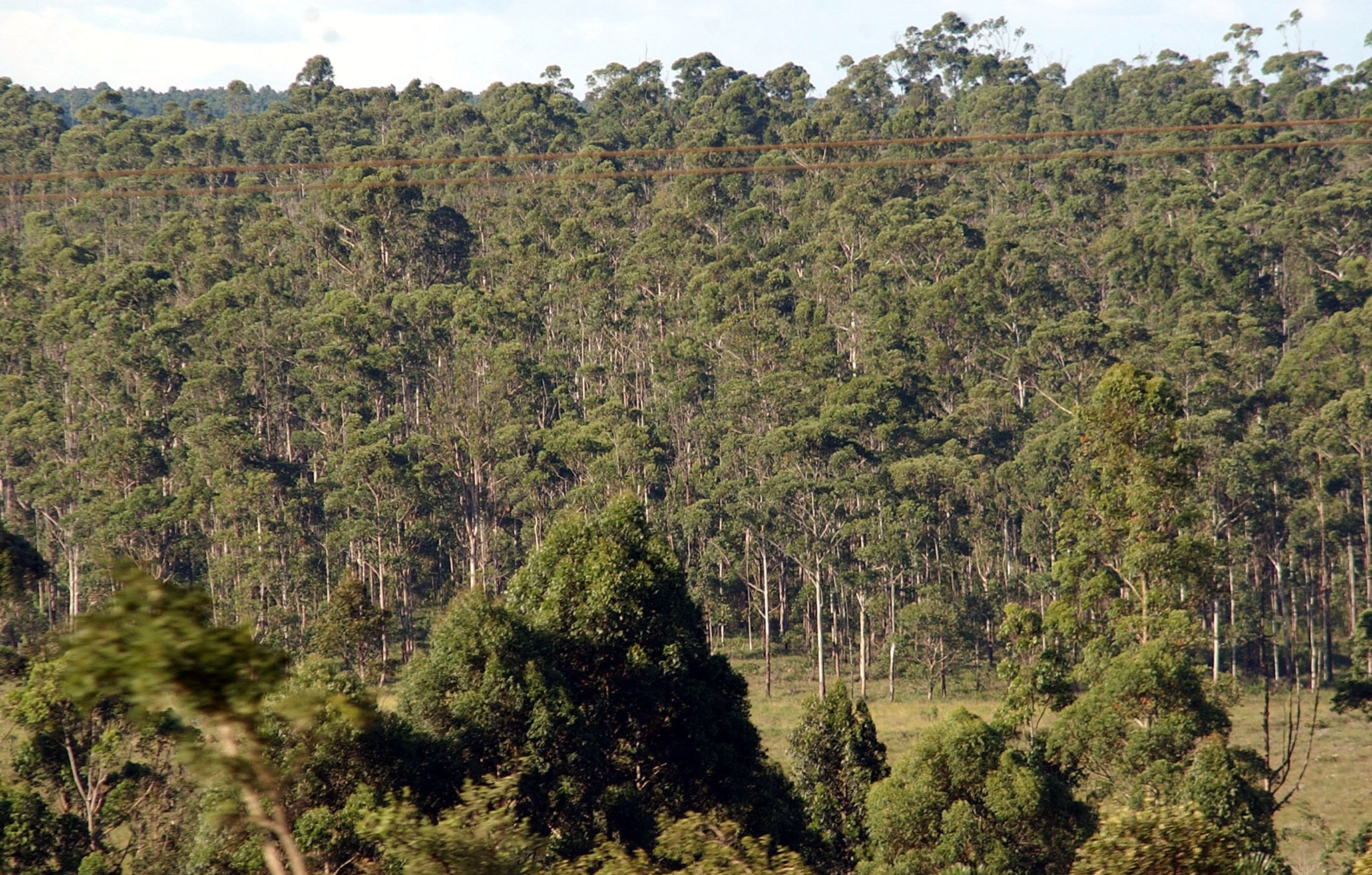
Reflorestamento com eucaliptos no Espírito Santo, umas das mais conhecidas e disseminadas espécies arbóreas invasivas no Brasil

O Brasil não é uma exceção nesse contexto. Desde o século XVII se registram casos de invasões, mas apenas há poucos anos o problema vem recebendo atenção oficial e acadêmica, e foi somente em 2005 que apareceu a primeira listagem de espécies invasoras no Brasil, compilada por uma parceria entre várias instituições e o governo federal. Essa ausência de dados dificultou e dificulta o mapeamento da situação atual e a estimativa das mudanças já provocadas, bem como o planejamento de ações de manejo e combate às invasoras. A lei nº 5 197 de 3 de janeiro de 1967 proíbe a introdução de espécies exóticas no país sem aprovação de um técnico e uma licença do governo, e há muitos outros marcos legais em vigor; porém, muitas introduções são involuntárias ou ocorrem à margem dos processos fiscalizadores, e, ao mesmo tempo, os programas oficiais são contraditórios em vários aspectos, alguns até incentivam abertamente a difusão de exóticas que já se mostraram invasivas, como as árvores dos gêneros Pinus e Eucalyptus, usadas em reflorestamentos e nas indústrias da madeira e do papel, e peixes como a tilápia, de valor alimentício, cujos impactos finais ainda estão por serem devidamente avaliados. O Brasil está apenas começando a estudar e enfrentar este desafio, mas, pelos levantamentos já disponíveis, indica-se que ele é de grande magnitude e exige trabalho urgente, como já foi reconhecido pelo Ministério do Meio Ambiente. No ano de 2024 foram reconhecidas 444 espécies invasoras presentes no território brasileiro, das quais 254 são animais, 188 são plantas e 2 são algas. 

## Estudos
O estudo de espécies invasoras pode ser feito por várias áreas da biologia, mas a maior parte das procuras sobre organismos invasores tem sido feita pela ecologia e pela geografia, onde a questão das invasões biológicas é especialmente importante. Embora, por volta de 1860, Charles Darwin já tivesse chamado a atenção para o crescimento explosivo das espécies invasoras, foi só em 1958 que Charles Elton, em seu livro Ecology of invasions by animals and plants, adverte para a necessidade de se conhecer melhor essas espécies e estabelecer estratégias de controle. Várias décadas se passaram para que a comunidade científica percebesse a dimensão desse problema, que hoje tem sua gravidade indiscutivelmente reconhecida. A maioria dos estudos feitos sobre espécies invasoras foi influenciada pelo livro de Charles Elton, que cria uma imagem geral das invasões biológicas.
Uma ferramenta que vem sendo amplamente utilizada nos últimos anos em estudos com espécies invasoras é a modelagem preditiva de distribuição de espécies, que ao associar pontos de ocorrência reais das espécies com variáveis bioclimáticas, possibilita obter uma predição das áreas potencialmente adequadas para as espécies. Esta ferramenta é especialmente importante para o estudo de espécies invasoras pois, auxilia no entendimento das possíveis áreas de expansão destas espécies frente cenários de mudanças climáticas e seu impacto em espécies nativas, podendo assim, auxiliar tomadores de decisão na preservação desses ambientes.